# Червонослобідська сільська рада (Буринський район)
Черво́нослобідська́ сільська́ ра́да — колишній орган місцевого самоврядування в Буринському районі Сумської області. Адміністративний центр — село Червона Слобода.

## Загальні відомості
- Населення ради: 2 012 особи (станом на 2001 рік)

## Населені пункти
Сільській раді підпорядковані населені пункти:
- с. Червона Слобода
- с. Дич
- с. Чумакове

### Колишні населені пункти
- с. Лухтівка, в 1967–1971 роках приєднане до Червоної Слободи

## Склад ради
Рада складається з 16 депутатів та голови.
- Голова ради: Кужель Роман Єгорович
- Секретар ради: Мисник Олександр Володимирович

### Керівний склад попередніх скликань
| Прізвище, ім'я, по батькові | Основні відомості                                                         | Дата обрання | Дата звільнення |
| --------------------------- | ------------------------------------------------------------------------- | ------------ | --------------- |
| Ніконов Тихон Михайлович    | Сільський голова, 1945 року народження, член Партії «Союз»                | 26.03.2006   | 31.10.2010      |
| Кужель Роман Єгорович       | Сільський голова, 1962 року народження, освіта вища, член Партії регіонів | 31.10.2010   |                 |

Примітка: таблиця складена за даними сайту Верховної Ради України